# Reinhard Karl Julius Badenhoop
Reinhard Karl Julius Badenhoop (* 28. Oktober 1903 in Osnabrück; † 17. Januar 1973 in Köln) war ein deutscher Jurist und Vorstand der Kommunalen Gemeinschaftsstelle für Verwaltungsvereinfachung. 

## Leben
Als Sohn des Oberregierungsrats der Regierung Potsdam, Heinrich Philipp Badenhoop, geboren, studierte Badenhoop Rechts- und Staatswissenschaften in Breslau. 1926 wurde er zum Dr. iur. promoviert. Am 29. März 1933 trat er der NSDAP (Mitgliedsnummer 2.033.776) und am 1. Februar 1934 dem Bund Nationalsozialistischer Deutscher Juristen (BNSDJ) bei. Zugleich übernahm er am 1. Februar 1934 die Stelle des Gemeinschaftsleiters und Pressereferenten am Amtsgericht in Gleiwitz. Auf Aufforderung der Stadtverwaltung Gleiwitz wurde er ab 1935 Leiter des Rechtsamtes („Bürgermeister“) und war für die Bearbeitung sämtlicher Rechtsfragen der Stadtverwaltung zuständig.
1937 heiratete er Helga Eckert-Möbius, Tochter des Universitätsprofessors und Direktors der Universitätsklinik für Hals-, Nasen- und Ohrenkrankheiten an der Universität Halle an der Saale, Adolf Eckert-Möbius. Aus der Ehe gingen vier Kinder (1938, 1940, 1941 und 1948) hervor.
Am 23. Dezember 1939 erhielt er die Aufforderung, sich dem Militärdienst zu stellen („Gestellungsbefehl“). Bis Mai 1945 war er Angehöriger der Wehrmacht, zuletzt als Verbindungsoffizier des Luftflottenkommandos 4 der Heeresgruppe Süd. Danach ging er in amerikanische Kriegsgefangenschaft. Im Juni 1945 wurde er entlassen.
Ab Juli 1948 arbeitete er als Fachmann für Rationalisierungsfragen am Aufbau der Kommunalen Gemeinschaftsstelle für Verwaltungsvereinfachung und war einer der Mitgründer. Von 1951 bis 1968 führte er bis zu seiner Pensionierung die Gemeinschaftsstelle als Vorstand an.

## Veröffentlichungen (Auswahl)
- Kommunale Verwaltungsfragen des oberschlesischen Industriegebiets. Gleiwitz 1942.
- Anfechtung und Nichtigkeit der Polizeiverfügung nach preußischen Recht. Dissertation Universität Breslau 1927.
- Wirtschaftliche öffentliche Verwaltung. Beiträge zu kostenbewußtem Denken. Stuttgart 1961.
- Bibliographie zur Organisation von Staat, Verwaltung, Wirtschaft. 3 Bände, Köln 1966–1968.